# Districtul Tropojë

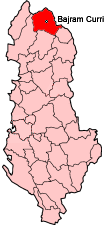
Districtul Tropojë în Albania

Tropojë este un district în Albania.
1. 1 2  GeoNames